# Muñopepe (kommunhuvudort)
Muñopepe är en kommunhuvudort i Spanien.   Den ligger i provinsen Provincia de Ávila och regionen Kastilien och Leon, i den centrala delen av landet, 100 km väster om huvudstaden Madrid. Muñopepe ligger 1 125 meter över havet och antalet invånare är 102.
Terrängen runt Muñopepe är kuperad västerut, men österut är den platt. Runt Muñopepe är det ganska glesbefolkat, med 48 invånare per kvadratkilometer. Närmaste större samhälle är Ávila, 10,4 km öster om Muñopepe. Trakten runt Muñopepe består till största delen av jordbruksmark.